# Galapagomystides patricki
Galapagomystides patricki — вид багатощетинкових червів родини Phyllodocidae. Описаний у 2022 році.

## Назва
Вид названо на честь Патрика Шонессі, чия любов та підтримка допомагали авторці таксону під час досліджень.

## Поширення
Вид поширений навколо холодних підводних мінеральних джерел біля Галапагоських островів на сході Тихого океану.